# 卡塔爾菲律賓人
卡塔爾的菲律賓人，要麼是移民，要麼是居住在卡塔爾的菲律賓人後裔。大約260,000名菲律賓人居住在卡塔爾，他們經常從事建築和服務工作。
截至2017年初，菲律賓人估計是卡塔爾的第四大外勞群體，僅次於印度人、尼泊爾人和孟加拉國人。2008年1月至11月期間，有56,277名菲律賓人抵達卡塔爾，是僅次於阿聯酋和沙烏地阿拉伯的中東第三大海外菲律賓工人目的地，也是全球第四大海外菲律賓工人目的地。儘管菲律賓於2022年8月從與大流行相關的旅行限制「紅色名單」中刪除，菲律賓國民仍無法申請卡塔爾旅遊簽證。
多數於塔爾菲律賓人是天主教徒，少數是穆斯林。

## 海外工人
菲律賓前總統格洛麗亞·馬卡帕加爾·阿羅約曾表示，卡塔爾將在2009年再僱用37,000名菲律賓人從事基礎設施專案，主要涉及服務、建築和能源領域。卡塔爾勞工部長還為2009年預留了121,924份“專門為菲律賓人”的工作許可證。大約22家主要公司（總共27家），包括工程公司Bechtel-Qatar、由皇室擁有的運輸公司Mowasalat和Lulu大賣場。此外，説明建造新多哈國際機場的建築工人中有65%是菲律賓人。菲律賓勞工和就業部在卡塔爾也設有菲律賓海外勞工辦公室 (POLO）。

## 組織
卡塔爾大約有146個菲律賓人組織，2008年3月，卡塔爾埃米爾哈馬德·本·哈利法允許五個基督教教派開設教堂。其中一個羅馬天主教堂開業，有一名菲律賓牧師和一個以菲律賓人為主的會眾。
在多哈也有菲律賓人學校。